# Daimiel
Daimiel település Spanyolországban, Ciudad Real tartományban. Daimiel Almagro, Ciudad Real, Torralba de Calatrava, Malagón, Fuente el Fresno, Villarrubia de los Ojos, Arenas de San Juan, Las Labores, Puerto Lápice, Manzanares és Bolaños de Calatrava községekkel határos. Lakosainak száma 17 645 fő (2024).

## Népesség
A település népessége az elmúlt években az alábbi módon változott:
| Lakosok száma | 17 326 | 17 542 | 17 913 | 18 527 | 18 673 | 18 647 | 18 396 | 17 929 | 17 771 | 17 645 |
|               | 2001   | 2004   | 2006   | 2009   | 2011   | 2014   | 2016   | 2019   | 2021   | 2024   |